# سخور رحامنه
سخور رحامنه (به فرانسوی: Skhour Rehamna) یک منطقهٔ مسکونی در مراکش است که در استان رحامنه واقع شده‌است. سخور رحامنه ۱٬۷۳۲ نفر جمعیت دارد.